# Pierre-Alexandre Aveline
Pierre-Alexandre Aveline (Parigi, 1702 – Parigi, 1760) è stato un incisore e illustratore francese.

## Biografia

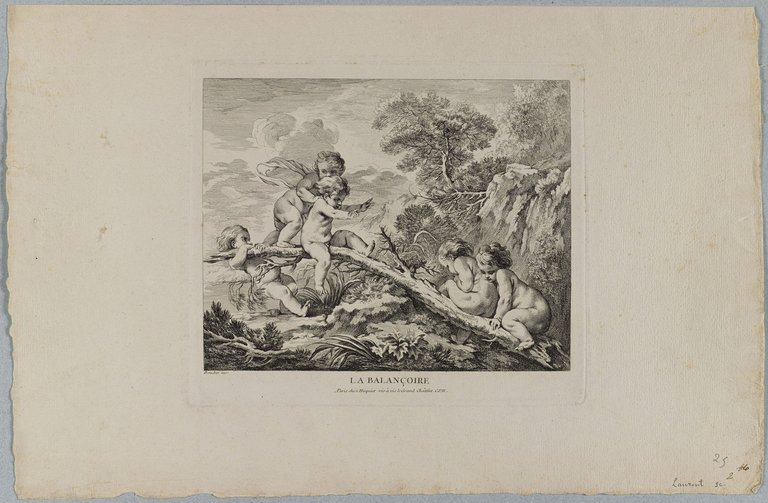
La Balançoire, tratta da François Boucher, Museo del Louvre

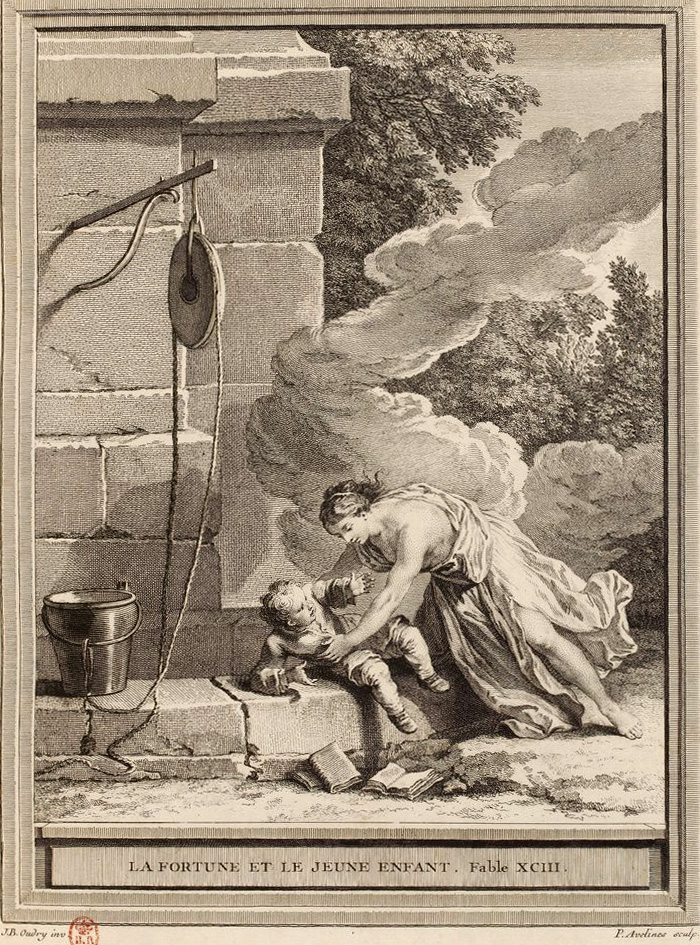
La fortune et le jeune enfant, tratta da Jean-Baptiste Oudry, Biblioteca nazionale di Francia

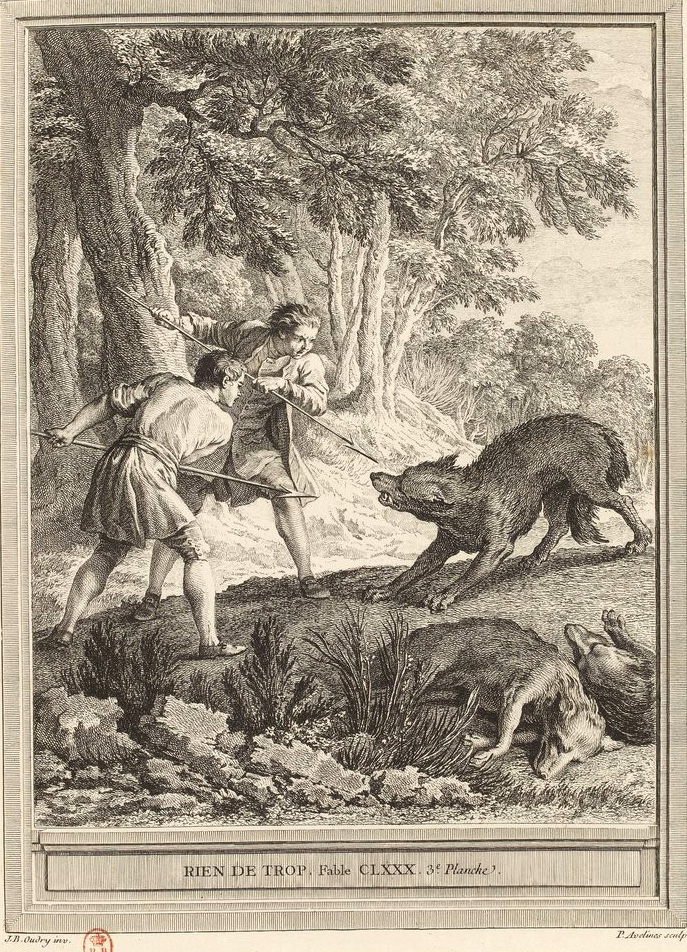
Rien de trop, tratta da Jean-Baptiste Oudry, Biblioteca nazionale di Francia

Pierre-Alexandre Aveline fu un incisore, membro di una famiglia francese di incisori. Altri noti artisti della famiglia furono il padre Pierre Aveline (1656-1722 circa) e il fratello François-Antoine Aveline (1718-1780).
Le rappresentazioni topografiche furono la specialità del padre Pierre e di François-Antoine.
Pierre-Alexandre Aveline fu allievo di Jean-Baptiste de Poilly, di cui ricevette l'influenza per il gusto e la tecnica dell'intagliare. La sua opera consiste di centoventitré stampe, la maggior parte pubblicate da Gabriel Huquier. Ha lavorato con il bulino su una base precedentemente incisa; di solito si firmava P. AVELINE, ma usava il monogramma P.A. su lavori di piccola scala.
Nel 1737 divenne membro dell'Académie royale de peinture et de sculpture, ma ne fu allontanato nel 1742, non avendo finito i ritratti di Louis Galloche e Jean-François de Troy che erano stati definiti i suoi morceaux de réception.
Ha inciso molte composizioni tratte da François Boucher, Ha anche riprodotto alcuni dei dipinti di Charles-Joseph Natoire, ma anche da disegni di Giovanni Benedetto Castiglione, Andrea Schiavone, Francesco Albani, Peter Paul Rubens, Claude Lorrain.
È meglio conosciuto per le sue riproduzioni di opere di Antoine Watteau, tra cui L'Enseigne de Gersaint. Ha anche fornito ritratti, illustrazioni e molti ornamenti per i libri. Ha partecipato a due grandi imprese di incisioni: l'incisione della Galerie de Versailles di Charles Le Brun su disegni di Jean-Baptiste Massé e le Favole di Jean de La Fontaine (1755-1759) tratte da Jean-Baptiste Oudry.

## Opere conservate nei musei
Stati Uniti d'America
- Cambridge, Harvard Art Museums : Le trébuchet[6], Moïse présenté à la fille du pharaon[7], L'Aigle et l'escarbot[8]
- Milwaukee, Milwaukee Art Museum : L'Enseigne[9]
- New York, Metropolitan Museum of Art : Naissance de Bacchus[10], Enlèvement d'Europe[11], Sancho poursuivi par les marmitons du duc[12],
- San Francisco, California Palace of the Legion of Honor : La Villageoise[13].

Francia
- Parigi
  - Biblioteca nazionale di Francia, Gallica : Les Charmes de la vie[14], Carte des Postes de France[15], Jupiter et Io[16]
  - Museo del Louvre, Département des arts graphiques : La Belle cuisinière[17], Le Printemps[18], L'été[19], L'Automne[20], L'Hiver[21], Sancho poursuivi par les marmitons[22], Trois Amours assis sur des dauphins et deux tritons[23], La Balançoire[24], etc.

Regno Unito
- Londra, British Museum : L'Air[25], L'Eau[26], La Terre[27], Le Feu[28].